# Список зенитных ракетных комплексов и зенитных ракет
Список содержит перечень зенитных ракетных комплексов. В скобках указаны ракеты, примененные на ЗРК.

## Комплексы

### ЗРК Сухопутных войск

#### Индия
- Akash
- Trishul

#### Италия
- Spada (Aspide Mk1, Aspide Mk2)

#### Франция/ФРГ
- Roland-1
- Roland-2 (ЗУР от Roland-1)
- Roland-3 (ЗУР от Roland-1, VT-1, в перспективе Roland Mach 5 (RM-5 фирмы Matra) и HFK/KV)

#### Франция
- Aspic (Mistral, Stinger)
- Crotale (R440)
- Crotale-NG - ЗУР VT-1(Vought-Thomson)
- Shanine (ЗРК) (ЗУР R460) - модернизация ЗРК Crotale для Саудовской Аравии

#### Турция
- Семейство комплексов Hisar (Hisar-A+, Hisar-O+, Siper)

#### ФРГ
- Прототипы ВМВ2
  - Enzian
  - Wasserfall
  - Schmetterling
- Современные
  - IDAS (ракета)
  - Roland
  - MEADS (IRIS-T SL/SLS, PAC-3)[1]
  - LeFlaSys(ASRAD)(Стингер)
  - ЗРК по программе SysFla? LFK NG - должен прийти на смену ЗРК Роланд

#### Швейцария
- ADATS
- комплексы на базе СУО Skyguard
  - Skyguard-Sparrow - семейство ЗРК и ЗРАК с использованием ракет Sparrow и её клонов - Aspide, Sky Flash
  - Skyguard-SAHV (SAHV-IR) совместно ЮАР
- ЗРАК Skyshield-ADATS

### ЗРК морского базирования
Совместные разработки
- США/ФРГ - ASMD (RIM-116 RAM)
- Великобритания/Италия/Франция - SAAM (Aster-15)
- Великобритания/Италия/Франция - PAAMS (Aster-15, Aster-30)

Великобритания
- Sea Wolf
- Sea Slug
- Sea Cat
- Sea Dart

Италия
- Albatros (Aspide)

СССР/Россия
- Штиль
- Шторм
- Ураган
- Каштан (ЗРАК)
- Кинжал
- Гибка
- Оса
- С-300Ф
- Стрела-3

США
- Talos
- Tartar (RIM-24 - SM-1?)
- Терьер (SM-1)
- Иджис (SM-1, SM-2, SM-3, SM-6)

Франция
- Masurca
- Crotale Naval (R440N)

## Статьи, требующие переработки
- Crotale (ЗРК) — спутано все на свете. И Crotale Naval и Crotale NG. А название старого комплекса.

### ПЗРК
Великобритания
- Javelin (ПЗРК)
- Dagger (переносной зенитный ракетный комплекс)

## Зенитные ракеты

### Великобритания/Италия/Франция
- Aster-15
- Aster-30

### Франция/ФРГ
- ЗУР комплекса Roland-1 (Roland-1, Roland-2, Roland-3)
- Masurca (ЗРК)

### Великобритания
- Bloodhound
- Blowpipe
- Javelin
- Rapier
- Sea Slug
- Sea Wolf
- Sea Cat/Tiger Cat
- Sea Dart
- Starburst
- Starstreak
- Thunderbird
- Common Anti-Air Modular Missile (CAMM) - проект

### Индия
- Akash
- Trishul

### Италия
- Aspide Mk1 (Albatros, Spada)
- Aspide Mk2 (Albatros, Spada)

### Франция
- R440 (Crotale)
- R440N (Crotale Naval)
- VT-1 (Vought-Thomson) - ЗРК(Crotale-NG)
- R460 (ЗРК Shanine) - модернизация R440 от ЗРК (Crotale)

### ФРГ
- Прототипы ВМВ2
  - Enzian
  - Wasserfall
  - Schmetterling
- Современные
  - IDAS (ракета)
  - Roland - ЗУР одноименного ЗРК
  - IRIS-T SL/SLS (разработка для ЗРК MEADS на базе ракеты В-В IRIS-T.
  - LFK NG (разработка для ЗРК малой дальности SysFla)

### США
- RIM-2 Terrier
- MIM-3 Nike Ajax
- RIM-7 Sea Sparrow
- RIM-8 Talos
- MIM-14 Nike-Hercules
- MIM-23 Hawk
- RIM-24 Tartar
- FIM-43 Redeye
- MIM-46 Mauler (проект)
- LIM-49 Nike Zeus (проект)
- IM-99A Bomarc
- IM-99B Super Bomarc
- RIM-50 Typhon LR (проект)
- RIM-55 Typhon MR (проект)
- RIM-66 Standard Missile-1 и 2 MR
- RIM-67 Standard Missile-1 и 2 ER
- MIM-72 Chaparral
- RIM-85 (проект)
- FIM-92 Stinger
- M1097 Avenger
- RIM-101 (проект)
- MIM-104 Patriot
- RIM-113 (проект)
- MIM-115 Roland
- RIM-116 RAM
- MIM-146 ADATS
- RIM-156 Standard Missile-2ER Block IV
- RIM-161 Standard Missile-3
- RIM-162 ESSM
- RIM-174 ERAM(SM-6)
- LAV-AD

### Швеция
- RBS 23 Bamse
- RBS-70
- RBS-90

### ЮАР
- SAHV-IR (Skyguard-SAHV)

### Югославия
- R-25 Vulkan

### Япония
- Тип 03 Чусам
- Тип 81 Тансам